# Anschluss- und Benutzungszwang
Der Anschluss- und Benutzungszwang ist eine kommunalrechtliche Bestimmung der jeweiligen Gemeindeordnung, mit dem Gemeinden den Anschluss an gemeindliche Anstalten, wie der Wasserversorgung, der Abwasserbeseitigung, der Abfallentsorgung, der Straßenreinigung sowie deren Benutzung und die Benutzung von Schlachthöfen, Leichenhäusern und Bestattungseinrichtungen, durch Satzung aus Gründen des öffentlichen Wohls vorschreiben können. Gleiches gilt für Fernwärmeversorgungsanlagen. Die Gemeinden sind insoweit ermächtigt, diese der Gesundheit dienenden Aufgaben und den Fernwärmebezug auf dem Gemeindegebiet zu monopolisieren und damit den Wettbewerb auszuschalten. Für die Benutzung dieser öffentlichen Einrichtungen werden in der Regel Benutzungsgebühren verlangt. Die Notwendigkeit, die Gemeindebürger zur Benutzung gemeindlicher Anstalten anzuhalten, liegt darin begründet, dass viele gemeindliche Einrichtungen nur in dieser Weise kostendeckend und auslastungsgerecht betrieben werden können. Die Gemeinden erheben für einen eventuell anfallenden Erschließungsaufwand bei einem Anschluss an eine öffentliche Einrichtung Beiträge.

## Bedeutung vor und nach 1945
Der Anschluss- und Benutzungszwang wurde erstmals in § 18 der Deutschen Gemeindeordnung von 1935 auf der Grundlage des Notstandsgesetzes: „Gesetz zur Behebung der Not von Volk und Reich“, auch als Ermächtigungsgesetz vom 24. März 1933 bekannt,  formuliert. Diese Formulierung wurde zunächst nach 1945 von allen westdeutschen Gemeindeordnungen, nach 1990 auch in den neuen Bundesländern übernommen.
Weder in der Weimarer Verfassung noch in der Verfassung der damaligen DDR gab es einen derartigen Passus. Heute gilt u. a. das Kreislaufwirtschafts-Abfallgesetz für die Bundesrepublik, in dem die Kommunen für die unschädliche Beseitigung entsorgungspflichtiger Abfälle verpflichtet werden. Daneben ist die Vermeidung und Verwertung von Abfällen geregelt. Der Anschluss- und Benutzungszwang an die Fernwärme richtet sich nach umweltrechtlichen Vorschriften.
Der Benutzungszwang bezieht sich auf Personen, die dadurch verpflichtet werden, auf dem Gemeindegebiet nur die gemeindliche Anstalt zu nutzen (z. B. Leichenhaus, Schlachthöfe) und die Nutzung privater Einrichtungen zu unterlassen. Der Anschlusszwang betrifft dagegen den Anschluss gemeindlicher Anstalten an Liegenschaften von Bürgern. Er umfasst die Verpflichtung, alle für den Anschluss notwendigen Vorkehrungen zu treffen oder die Vornahme solcher Vorkehrungen auf dem eigenen Grundstück kostenpflichtig zu dulden. Dem Zwang, eine gemeindliche Anstalt an sein Grundstück anzuschließen, folgt auch immer der Zwang, diese Anstalt ausschließlich zu nutzen. Der Benutzungszwang kann daher ohne Anschlusszwang, der Anschlusszwang aber nicht ohne Benutzungszwang vorgeschrieben werden.
Ein Anschlusszwang besteht vor allem bei leitungsgebundenen Einrichtungen (Abwasserbeseitigung, Wasserversorgung, Fernwärme). Aber auch die Reinigung der Straßen durch eine gemeindliche Straßenreinigungsanstalt fällt, soweit zuvor eine Pflicht der Eigentümer oder anderer dinglich Berechtigter, als Anlieger (Vor- und Hinterlieger) die öffentlichen Straßen und Wege reinzuhalten, zu reinigen und zu räumen, verordnet ist, unter den Anschlusszwang, da zwischen der Nutzung des Grundstücks und dem Austrag des Kehrichts auf der Fahrbahn ein Ursachenzusammenhang besteht. Gleiches gilt sinngemäß für die Abfallentsorgung. Die gemeindlichen Anstalten bzw. Unternehmen werden als Eigenbetriebe oder durch die Bildung von Zweckverbänden geführt. Umstritten ist, ob diese Anstalten auch in den Rechtsformen des Privatrechts (z. B. als eine GmbH) bereitgestellt werden können. Diese Anstalten stellen öffentliche Sachen dar.

## Ausgestaltung eines Anschluss- und Benutzungszwangs
Politisch ist die Verhängung eines Anschluss- und Benutzungszwanges immer wieder Gegenstand lebhafter Diskussionen.  Ziel ist vor allem die Pflege der Volksgesundheit. Fiskalische Interessen reichen alleine nicht aus. Bei der Frage, ob ein solcher verhängt und wie er ausgestaltet werden soll, sind die Grundrechte der betroffenen Bürger zu beachten, insbesondere die Eigentumsfreiheit, Berufsfreiheit und allgemeine Handlungsfreiheit, und möglichst schonend mit dem Gemeinwohl und den Interessen der Allgemeinheit in Ausgleich zu bringen. Die Einschränkung dieser persönlichen Rechte der Bürger ist immer dann gerechtfertigt, wenn eine solche Satzung aus Gründen des öffentlichen Wohls im Allgemeinen geboten ist und der Anschluss- und Benutzungszwang im Einzelfall zumutbar ist. Unstreitig ist, dass es zumindest keine Rechtsvorschrift gibt, die z. B. eine Abwasserentsorgung durch einen Abwasserkanal ausdrücklich vorschreibt. Ein solcher Anschlusszwang widerspräche dem supranationalen Recht der Richtlinie des Europäischen Rates vom 1. Mai 1991 über die Behandlung von kommunalem Abwasser.

### Allgemeine Gebotenheit
In Bezug auf die allgemeine Handlungsfreiheit der Bürger wird bezüglich der Erforderlichkeit solcher Maßnahmen immer wieder vorgetragen, dass die Bürger die Ziele, die mit einem Anschluss- und Benutzungszwang verbunden sind (Wahrung der Volksgesundheit, Umweltschutz), durch private Initiative kostengünstiger oder effektiver erreichen können und bereits vor öffentlicher Erschließung auch vorschriftsmäßig praktizieren (z. B. höherer Reinigungsstandard einer dezentralen Abwasserbehandlungsanlage im Vergleich zu einer kommunalen Kläranlage). Maßgeblich sei aber, ob der Benutzungszwang oder der Anschluss- und Benutzungszwang bei einer Gesamtschau für die gesamte Gemeinde geboten ist. Bei gemeindlichen Vorhaben dieser Art sind  Erforderlichkeiten dieser Maßnahme zu prüfen. Eine gebührenpflichtige Benutzung und ein gebührenpflichtiger Anschluss für einen möglichst großen Kreis der Berechtigten und Verpflichteten kann schon deshalb sinnvoll sein, weil nur dadurch ein kostendeckender und auslastungsgerechter Betrieb der Anstalt ermöglicht wird. Jedoch reichen fiskalische Interessen alleine nicht aus.
Gelegentlich kommt es auch vor, dass Gemeindebürger ihrem Beruf nicht mehr oder nicht mehr wie bisher nachgehen können, weil die Gemeinde infolge des Anschluss- und Benutzungszwanges das Tätigkeitsfeld jener Bürger monopolisiert hat. Vernünftige Erwägungen des Allgemeinwohls reichen für die Einschränkung der Berufsfreiheit aus, wenn die Ausübung des Berufes durch die betroffenen Bürger nicht gänzlich unterbunden wird, sondern nur die Art und Weise, wie dieser Beruf durch die Bürger ausgeübt werden kann, beeinflusst wird. So wird z. B. der Wirkungskreis privater Reinigungsunternehmungen durch den Anschluss- und Benutzungszwang an eine kommunale Straßenreinigungsanstalt nicht gänzlich unterbunden, da die Reinigung von Gebäuden  weiterhin möglich bleibt. Anders sieht es z. B. bei dem Benutzungszwang für eine städtische Bestattungsanstalt aus. Hier ist der Beruf des Leichenbestatters auf dem Gebiet der Gemeinde objektiv nicht mehr ausübbar. Deshalb ist es für einen solchen Benutzungszwang Voraussetzung, dass erhebliche Gefahren für überragend wichtige Gemeinschaftsgüter vorliegen (z. B. Gesundheit der Gemeindebürger).

### Zumutbarkeit für den Bürger
Ist die Verhängung eines Anschluss- und Benutzungszwangs aus Gründen des öffentlichen Wohls geboten, muss dieser im Einzelfall noch zumutbar sein. Häufig haben sich Bürger private Kläranlagen/dezentrale Abwasserbehandlungsanlagen, Straßenreinigungsmaschinen und dergleichen angeschafft oder besitzen eigene Brunnen. Durch einen Anschluss- und Benutzungszwang ist das Eigentum an diesen Anlagen nicht mehr oder nicht mehr so wie bisher einsetzbar. Die durch den Anschluss- und Benutzungszwang bewirkte Nutzungsbeschränkung dieser Anlagen bildet die Sozialbindung des Eigentums ab. Kommt der nun fehlenden Nutzbarkeit enteignende Wirkung zu (Sonderopfer, besondere Schwere), wird eine solche Inhalts- und Schrankenbestimmung zur Wahrung der Zumutbarkeit unter Umständen ausgleichspflichtig.
Im Übrigen bestehen zur Vermeidung von Fällen der Unzumutbarkeit Härteklauseln in der jeweiligen Satzung. Denkbar ist z. B., dass für bestimmte Grundstücke, auf denen keine Abfälle zur Entsorgung nach dem Kreislaufwirtschafts-Abfallgesetz  anfallen, Ausnahmen von einem gebührenpflichtigen Anschluss- und Benutzungszwang an die Abfallentsorgung vorgesehen werden. Dies könnte bei einer Eigenkompostierung oder der Verwendung einer Komposttoilette, auch in Verbindung mit einer Grauwasseranlage der Fall sein. Unzumutbar wäre auch ein Anschluss- und Benutzungszwang einer Brauerei an die gemeindliche Wasserversorgung, wenn der charakteristische Geschmack des Bieres gerade auf den hauseigenen Brunnen zurückzuführen ist.

## Rechtsmittel
Sobald die Gemeinde den Benutzungszwang oder den Anschluss- und Benutzungszwang auf der Grundlage einer rechtmäßigen  einschlägigen Satzung erlassen und für alle Bürger zugänglich veröffentlicht hat, kann jeder Grundstückseigentümer zum Anschluss verpflichtet werden. Insbesondere bei leitungsgebundenen Anlagen ist dies dann der Fall, wenn z. B. auf einem Grundstück, welches durch eine Straße erschlossen ist, Abwasser anfällt und sich vor dem Grundstück eine öffentliche Leitung befindet. Gegen den Verpflichtungsbescheid ist dann der Rechtsweg vor den Verwaltungsgerichten eröffnet, vor denen der Verpflichtungsbescheid angefochten werden kann, wenn z. B. auf dem Beispielgrundstück kein Abwasser zur Entsorgung anfällt. In dieser Anfechtungsklage wird dann nicht nur die Rechtmäßigkeit des Bescheides, sondern auch die Rechtmäßigkeit der Satzung inzident überprüft. Nach Erschöpfung des Rechtswegs bleibt die Möglichkeit einer Verfassungsbeschwerde. In einigen Bundesländern besteht darüber hinaus ein Antragsrecht auf ein Normenkontrollverfahren nach § 47 Abs. 1 Nr. 2 VwGO. In Bayern kommt noch die Popularklage in Betracht.